# Marie-Galante
Marie-Galante è un'isola delle Piccole Antille, situata a sud di Guadalupa, dalla quale dipende, e a nord di Dominica. Ha una forma arrotondata, e la parte orientale è più elevata, mentre quella occidentale ha una costa più bassa e paludosa; essa occupa una superficie di 158 km² ed ha una popolazione di circa 12 000 abitanti, il capoluogo è Grand-Bourg.

## Storia
L'isola venne scoperta il 3 novembre 1493 da Cristoforo Colombo, che la battezzo in spagnolo Maria Galanda ovvero Maria la Graziosa in onore alla sua caravella. In base ai ritrovamenti archeologici, risulta che Marie-Galante era già abitata nel II-III secolo a.C. da popoli Amerindi, fino ai più recenti del VI-VIII secolo d.C. dei Caribi. I francesi la colonizzarono solo nel XVII secolo, sviluppando un'economia locale basata sulla coltivazione e lavorazione della canna da zucchero diventando l'Isola dello zucchero. Di quel periodo, rimangono oggi circa una settantina di mulini, di cui la maggioranza sono in rovina ma si stima fossero oltre un centinaio già dal XVIII secolo. La maggior parte delle piantagioni scomparve nel XIX secolo.

## Economia
La sua economia si basa sul turismo, pesca e l'agricoltura, in particolare alla coltivazione della canna da zucchero e produzione di rum.